# Luisa Sigea de Velasco
Luisa Sigea de Velasco (Tarancón, 1522 - Burgos, 1560) fou una escriptora, poetessa i filòsofa humanista.
Va ser una de les puellae doctae de la Cort de la infanta Maria de Portugal, un grup de dones de classe alta instruïdes en cultura humanista i llengües clàssiques. El seu pare, Diego Sigeo, l'havia format en llengua i literatura clàssiques, hebreu, caldeu, oratòria i filosofia. Això li va permetre esdevenir la preceptora de llatí de la Infanta.
L'any 1555 va retornar a Burgos després de 13 anys de servei a la Cort portuguesa. La seva trajectòria en territori espanyol no va ser tan prolífica per ser filla dona i filla d'exiliats. Tanmateix, va servir a la reina Maria d'Hongria, germana de Carles V, fins a la mort d'aquesta l'any 1558.
El seu pensament filosòfic seguia l'estela dels pensadors antics grecs i llatins, dels pares de l'Església medievals i d'autors coetanis com Maquiavel o More. La seva obra mestra, Duarum virginum colloquium de vita aulica et privata, és un diàleg filosòfic en llatí publicat l'any 1552 que inclou una sèrie de reflexions per descobrir el camí per arribar a Déu i a la felicitat.
També conreà el gènere epistolar i la poesia, entre les quals destaca el poema Syntra (1546).
Va morir a Burgos als 38 anys de pena, segons els seus contemporanis. Fonts més actuals parlen d'episodis depressius derivats de la seva situació personal.